# Herbert Klette
Herbert Klette (* 22. Juli 1926; † unbekannt) war ein deutscher Fußballspieler. Der im damaligen WM-System zumeist als Verteidiger eingesetzte Spieler absolvierte von 1949 bis 1954 für den Hamburger SV, Concordia Hamburg und Victoria Hamburg in der alten erstklassigen Oberliga Nord insgesamt 113 Ligaeinsätze und erzielte dabei zwei Tore. Der Defensivspieler gewann mit den „Rautenträgern“ des HSV drei Mal die Meisterschaft in der Oberliga Nord und absolvierte in der Endrunde um die deutsche Fußballmeisterschaft 1950 zwei Spiele.

## Laufbahn

### Beginn
Mit dem MTV Braunschweig belegte Klette in der Saison 1948/49 in der Landesliga Niedersachsen unter Spielertrainer Edmund Malecki den 3. Rang. Nach Rundenende wurde er zusammen mit Vereinskollege Werner Harden vom Hamburger SV zur Saison 1949/50 in die Oberliga Nord verpflichtet. 

### Hamburg, 1949 bis 1954
Neben den zwei Akteuren des MTV nahm der Oberliga-Titelverteidiger auch noch die weiteren Neuzugänge Josef Posipal, Rolf Rohrberg, Otto Globisch und aus dem eigenen Nachwuchs Jochenfritz Meinke, neu unter Vertrag. Die Trainingsleitung wurde Georg Knöpfle übertragen. Der HSV war mit seinen Maizena- und Betten-Holm-Connections wirtschaftlich in seinem Element und konnte sich Neuzugängen vom Feinsten leisten.
Beim Heimspiel am 10. September 1949 gegen den Harburger TB debütierte Klette bei einem 3:2-Erfolg als rechter Verteidiger an der Seite von Herbert Holdt in der Oberliga Nord. Mit neun Punkten Vorsprung gewann er mit dem HSV die Nordmeisterschaft und hatte in 29 Ligaeinsätzen auf dem Platz gestanden.
Im Mai 1950 gehörte Harden einer interessanten aber auch strapaziösen USA-Tour an, obwohl sportlich die Herausforderungen sich in Grenzen hielten. Mehr als auf dem Rasen waren die HSVer anscheinend mit dem Rahmenprogramm gefordert: Freiheitsstatue und Empire State Building, Visite in Milwaukee, der „deutschesten Stadt“ der USA, und der Michigansee. Die Hamburger lernten mehr Lokalitäten als Fußballplätze kennen. Am 26. Mai kam die Delegation wieder in Hamburg-Fuhlsbüttel an und wurden an einem Freitagabend im Nieselregen von hunderten Anhänger empfangen. Bereits am 28. Mai trug der HSV sein erstes Endrundenspiel in Kiel gegen Union Oberschöneweide (7:0) aus und traf im Viertelfinale am 4. Juni 1950 in Düsseldorf vor 42.500 Zuschauern auf Kickers Offenbach. Trotz einer 2:0-Halbzeitführung ging dem HSV in der zweiten Halbzeit die Luft aus und die Hessen setzten sich mit 3:2 durch. Am Ende fehlten den weltläufigen Hamburgern die Kraft, vielleicht hatten sie sich mit der USA-Reise unmittelbar vor der Endrunde zu viel zugemutet. In den beiden Endrundenspielen war der Nordmeister im Schlussdreieck mit Walter Warning, Klette und Heinz Trenkel angetreten.
Auch in den nächsten zwei Runden – 1951 und 1952 – gewann er mit Hamburg jeweils unter Trainer Knöpfle die Meisterschaft in der Oberliga Nord. Der Verteidiger hatte in diesen zwei Runden bei den Meisterschaftserfolgen insgesamt in 34 Ligaspielen mitgewirkt. In den zwei Endrunden waren aber in der Verteidigung Rolf Börner und Fritz Laband gesetzt, Klette kam in den Spielen um die deutsche Meisterschaft nicht mehr zum Einsatz. Zur Saison 1952/53 wechselte Klette zu Concordia Hamburg, zu den Rot-Schwarzen vom Stadion Marienthal.
Klette bestritt bei „Cordi“ alle 30 Ligaspiele, er konnte aber an der Seite von Mitspielern wie Torhüter Werner Schadly, Günter Woitas, Johannes Kubsch und Werner Heitkamp den Abstieg nicht verhindern. Als Vorletzter mit 23:37 Punkten stieg Concordia mit einem Punkt Rückstand zum Harburger TB im Sommer 1953 in das Amateurlager ab. Klette unterschrieb beim Aufsteiger Victoria Hamburg einen neuen Vertrag und blieb damit weiter in der Oberliga.
Aber auch mit den Blau-Gelben aus dem Stadtteil Hoheluft erlebte Klette 1953/54 den Abstieg. Als Tabellenletzter, mit 22:38 Punkten, stieg „Vicky“ am Rundenende in die Zweitklassigkeit ab; Klette war in 20 Ligaspielen aufgelaufen. Damit endete der höherklassige Fußball des Verteidigers nach insgesamt 113 Ligaspielen in der Oberliga Nord.